# جولة (كرة القاعدة)

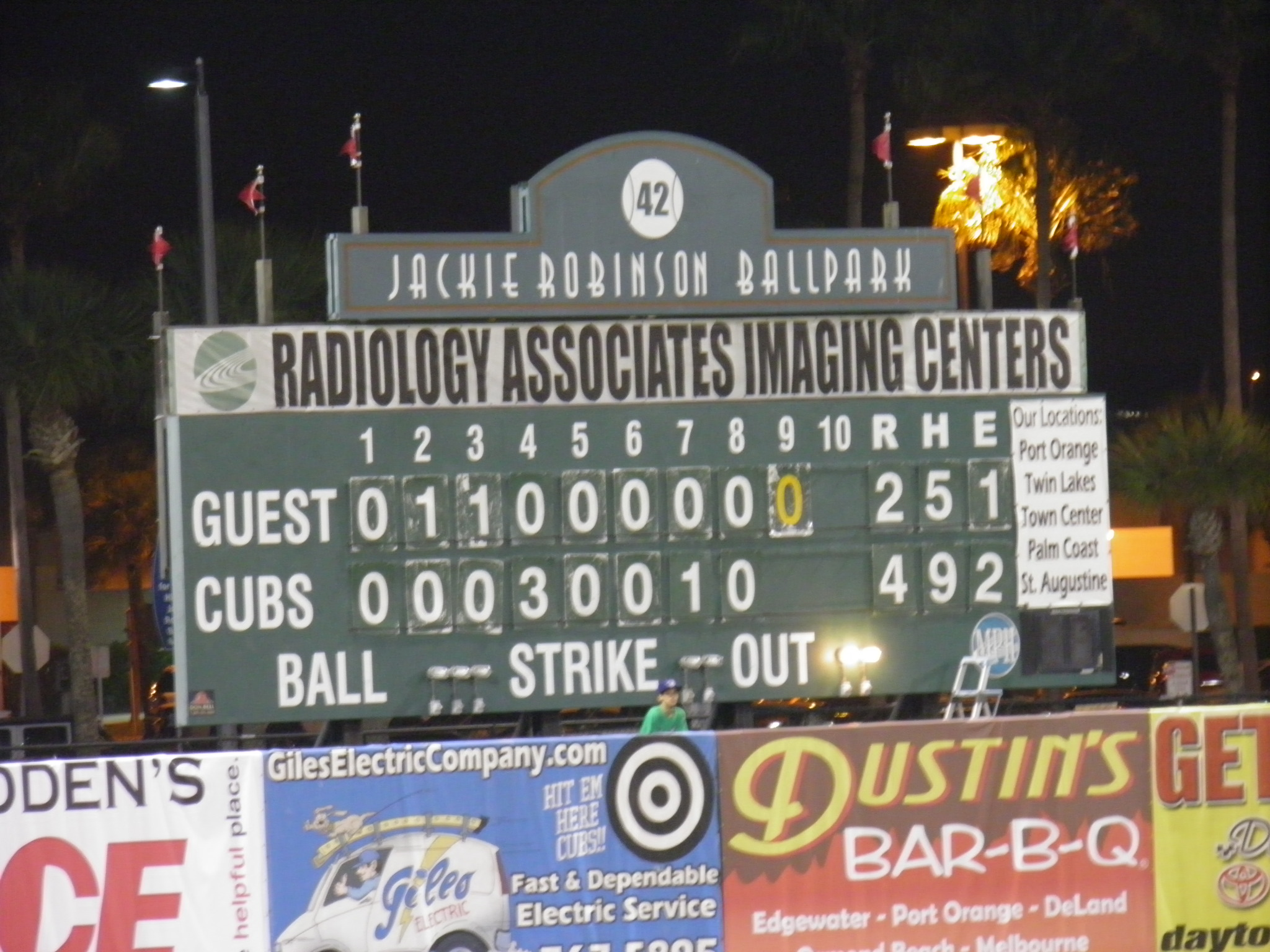
لوحة نتائج كرة القاعدة

الجولة (بالإنجليزية: Inning)‏ أو الشوط في كرة القاعدة أو الكرة اللّينة أو الرياضات المشابهة هي وحدةُ لعبٍ تتكون من نصفين أو إطارين، النصف العلوي (أو الأول) والنصف السفلي (أو الثاني). في كلّ نصف، يقوم فريق واحد بالضرب إلى أن يخرج ثلاثة لاعبين، بينما يكون الفريق الآخر في وضع دفاع. تتكون المباراة الكاملة في العادة من ستّة أو سبعة أو تسعة جولات، كما قد يتم تقليل عدد الجولات بسبب الطّقس أو إضافة جولات أخرى في حالات التعادل في نهاية الجولات المحدّدة.